# Serviens regis
Un sirviente real (en húngaro: szerviens, en latín: serviens regis) era un hombre libre en el reino de Hungría en el siglo XIII que poseía dominios y estaba subordinado solo al rey. La expresión fue documentada por primera vez en una carta emitida en 1217. A fines del siglo XIII, el uso de la expresión cesó y los "sirvientes reales" se fusionaron con la nobleza del reino y formaron la base de la nobleza menor.

## Historia
En los siglos XI y XII, los antepasados de los "sirvientes reales" se pueden encontrar entre los "hombres libres" que brindaban servicios militares a los reyes y cuyas tropas recibían órdenes directamente de los reyes y no de los jefes de los "condados reales". Los "guerreros del castillo" también aumentaron el número de "sirvientes reales" si el rey los liberaba de los servicios que estaban obligados a prestar a los jefes de los castillos reales. Incluso los siervos podían recibir sus libertades siempre que el rey no solo los liberara personalmente sino que también les otorgara posesiones.
La libertad de los "sirvientes reales" estuvo en peligro durante el reinado del rey Andrés II (1205-1235), quien otorgó "condados reales" completos (es decir, todos los dominios reales en los condados) a sus partidarios. Los nuevos señores se esforzaron por expandir su supremacía sobre los "sirvientes reales" que poseían terreno en el condado. Sin embargo, los "sirvientes reales" comenzaron a organizarse y persuadieron al rey para que emitiera la Bula de Oro, un decreto real que resume y confirma sus siguientes libertades:
- los "sirvientes reales" no podían ser arrestados sin un veredicto.
- estaban exentos de impuestos.
- tenían derecho a disponer de sus bienes en su última voluntad en caso de morir sin descendencia masculina, con excepción de la cuarta parte debida a sus hijas.
- los "sirvientes reales" estaban exentos de la jurisdicción de los jefes de los condados.
- fuera del reino, estaban obligados a servir en el ejército del rey solo a cambio de una remuneración.

Artículo 2: Deseamos también que ni yo ni los reyes que nos sucedan arrestemos a un servidor real ni provoquemos su deterioro en beneficio de cualquiera de las personalidades solo si se ha tomado una acción contra él y ha sido condenado en el curso de un procedimiento legal ordinario.

Artículo 3: Además, no impondremos ningún impuesto ni el denario de los siervos en las posesiones de los siervos reales. No nos quedaremos sin invitación ni en sus casas ni en sus aldeas. (...)

Artículo 4: Si un servidor real muere sin un descendiente varón, la cuarta parte de sus bienes pasará a sus hijas, pero tendrá derecho a disponer de las otras partes de sus bienes como le plazca. Y si muere sin expresar su última voluntad, serán propiedad de sus parientes más próximos, y si no tuviera parientes, sus bienes pasarían al rey.

Artículo 5: Los jefes de los condados no juzgarán las posesiones de los servidores reales sólo si el caso se refiere a dinero o diezmos.

Artículo 7: Y si el rey quiere hacer la guerra fuera del reino, los servidores reales no estarán obligados a seguirlo sólo por el dinero del rey; y cuando haya vuelto, no impondrá pena de guerra a los siervos reales. Y si el enemigo ataca el reino con fuerzas militares, todos se verán obligados a ir allí. (...)

Las disposiciones de la Bula de Oro fueron posteriormente confirmadas varias veces por los reyes (fue el propio rey Andrés II quien las confirmó por primera vez en 1231) y, por tanto, formaron la base de las "libertades cardinales" de la nobleza en el Reino de Hungría. No obstante, los "sirvientes reales" que vivían en algunas provincias del reino (por ejemplo, los "sirvientes reales" de Transilvania y Eslavonia) no podían disfrutar de todas las libertades confirmadas por la Bula de Oro, porque todavía estaban obligados a pagar sus impuestos especiales, pero en la segunda mitad del siglo XIV, también se convirtieron en una parte integrada de la nobleza.